# Cancellaria souverbiei
Cancellaria souverbiei is een slakkensoort uit de familie van de Cancellariidae. De wetenschappelijke naam van de soort is voor het eerst geldig gepubliceerd in 1868 door Crosse.